# Cabdill de João
El cabdill de João (Hemitriccus iohannis) és un ocell de la família dels tirànids (Tyrannidae).

## Hàbitat i distribució
Habita la selva pluvial, a les terres baixes del sud-est de Colòmbia, est de l'Equador, est del Perú, nord de Bolívia i oest amazònic del Brasil.